# Tinée
La Tinée est une rivière de France qui coule entièrement dans le département des Alpes-Maritimes, en région Provence-Alpes-Côte d'Azur. Elle est le principal affluent du fleuve le Var en rive gauche.

## Géographie

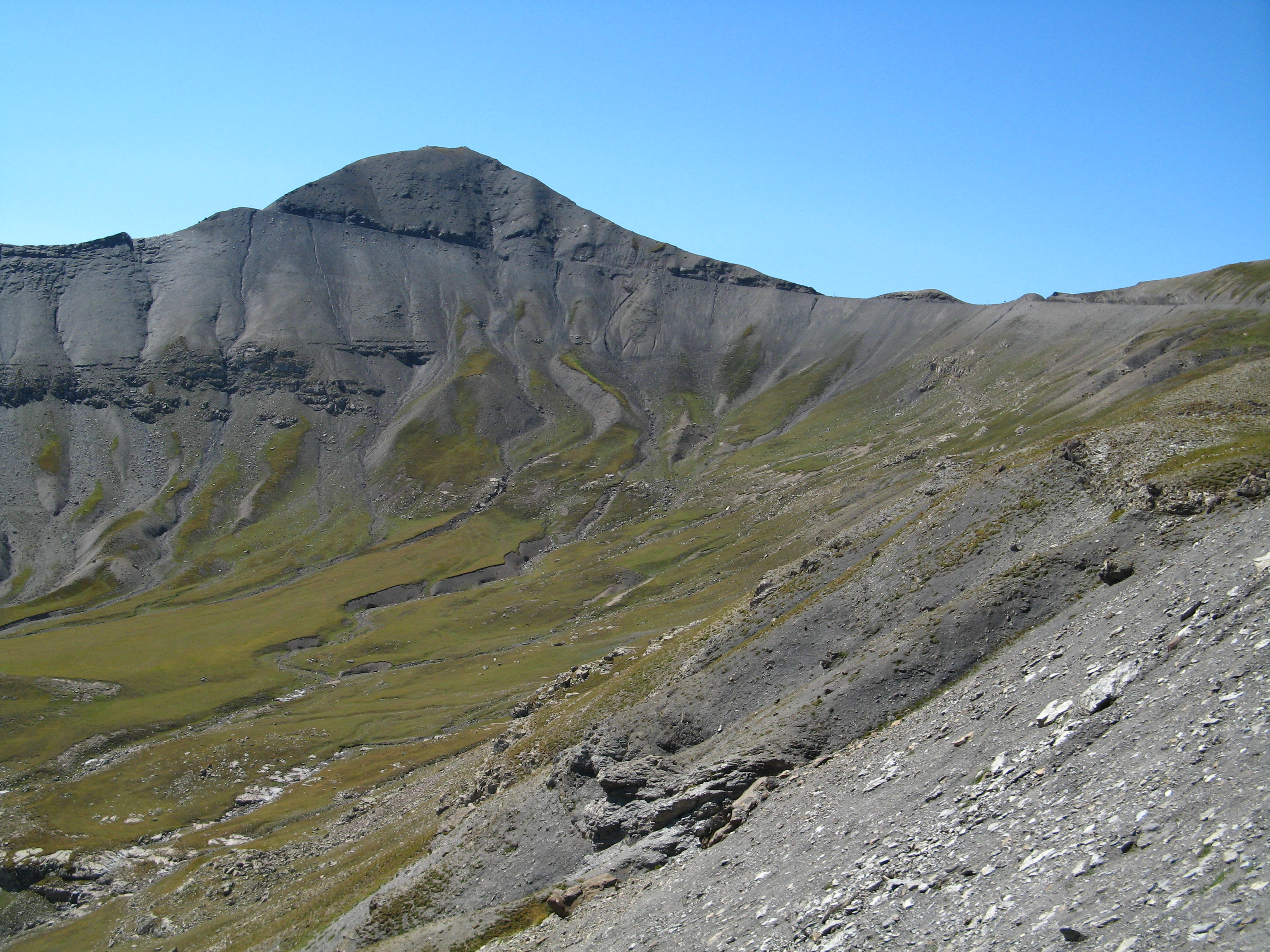
Vue de la cime de la Bonette depuis le sud avec la source de la Tinée à son pied.

Sa longueur est de 70 km. La Tinée prend sa source dans le massif du Mercantour-Argentera, à proximité du col de la Bonette, en contrebas de la cime des Trois Serrières, à environ 2 650 mètres d'altitude, sur la commune de Saint-Dalmas-le-Selvage. Elle se dirige dans un premier temps vers l'est avant de prendre rapidement une direction sud-est au hameau du Pra puis de bifurquer vers le sud après le village d'Isola. Elle se jette dans le Var, sur la commune de Tournefort, à 179 m d'altitude, au niveau des gorges de la Mescla après avoir traversé celles de Valabres.
Dans la partie haute de sa vallée, en rive gauche, juste en aval du village de Saint-Étienne-de-Tinée, un versant du mont Ténibre est affecté par la Clapière, le glissement de terrain le plus volumineux d'Europe et l'un des plus rapides au monde. La rupture du versant de la montagne affecté par l'éboulement pourrait entraîner la formation d'un barrage naturel, entravant le cours de la Tinée dont les eaux formeraient alors un lac noyant le village. Si ce barrage venait à se rompre, les eaux de ce lac provoqueraient une déferlante menaçant gravement les populations et les infrastructures situées en aval. Afin d'éviter ce scénario, un tunnel de dérivation des eaux de la Tinée a été construit sur le versant opposé face à la Clapière.

### Communes et cantons traversés
Dans le seul département des Alpes-Maritimes, la Tinée traverse les quatorze communes suivantes, de l'amont vers l'aval, de  Saint-Dalmas-le-Selvage (source), Saint-Étienne-de-Tinée, Isola, Saint-Sauveur-sur-Tinée, Roure, Ilonse, Rimplas, Valdeblore, Marie, Clans, Bairols, 
La Tour, Utelle, Tournefort (confluence).
Soit en termes de cantons, la Tinée prend source dans le canton de Tourrette-Levens, conflue dans le canton de Vence, le tout dans l'arrondissement de Nice.

### Toponymes
La Tinée a donné son hydronyme aux deux communes de Saint-Étienne-de-Tinée, Saint-Sauveur-sur-Tinée.

### Bassin versant
La Tinée traverse cinq zones hydrographiques Y620, Y621, Y622, Y623, Y624 de 743 km2 de superficie. Ce bassin versant est constitué  à 98,60 % de « forêts et milieux semi-naturels », à 1,10 % de « territoires agricoles », à 0,31 % de « territoires artificialisés », à 0,03 % de « surfaces en eau ».
On appelle Tinée non seulement la rivière mais aussi la vallée. Les habitants de cette vallée sont les Tinéens.

### Organisme gestionnaire
Le SMIAGE ou Syndicat mixte Inondations, aménagements et gestion de l'eau maralpin, créé en le 1er janvier 2017 , s'occupe désormais de la gestion des bassins versants des Alpes-Maritimes, en particulier de celui du fleuve le Var. Celui-ci « a été reconnu comme EPTB, avec les félicitations du jury, lors de la séance du comité de bassin de l’Agence l’eau Rhône-Méditerranée-Corse du vendredi 22 juin 2018 car il porte à la fois des politiques liées à la prévention du risque inondation et la gestion des milieux aquatiques »,.

## Affluents

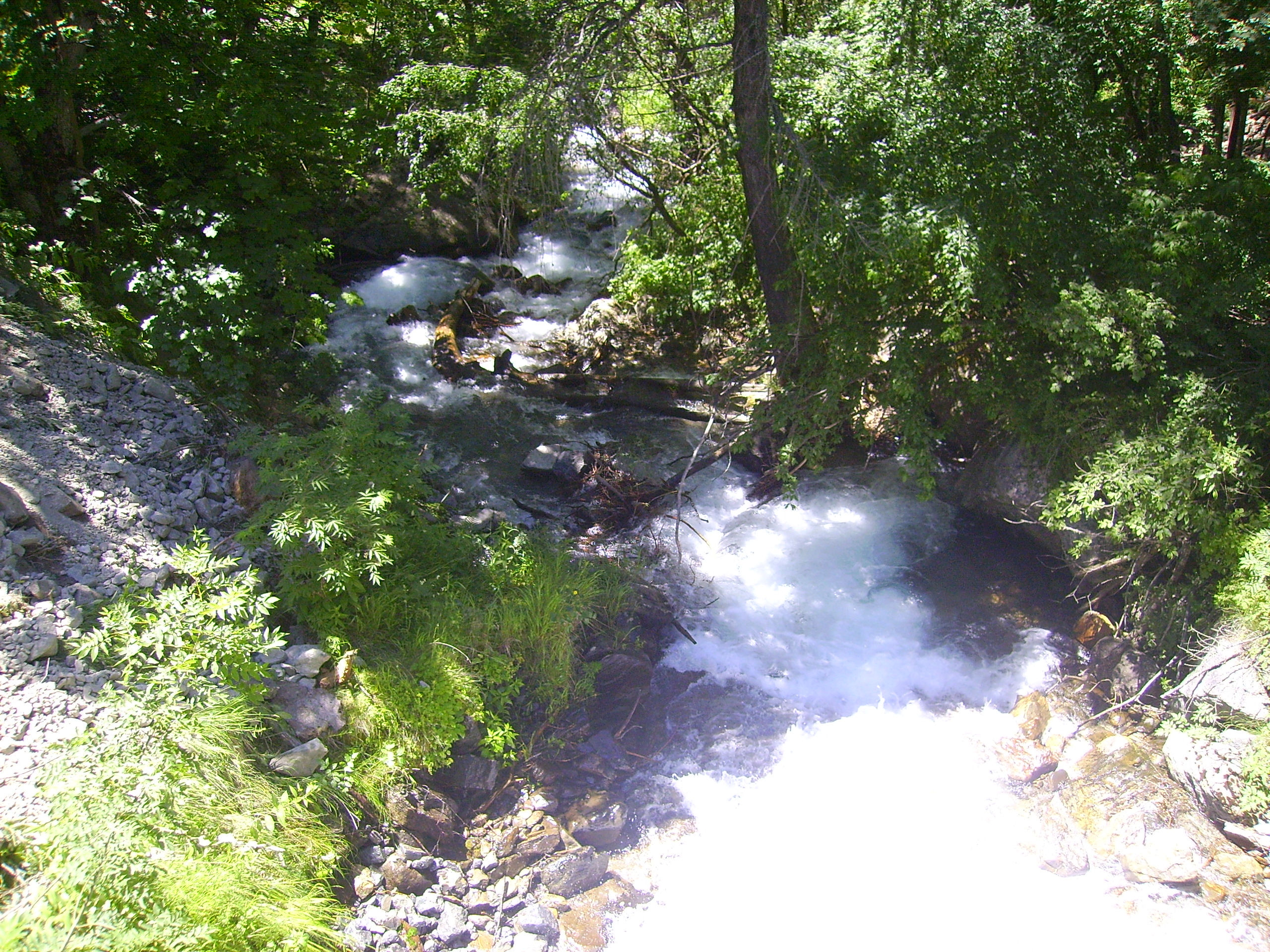
Aval Torrent de Vens de la route vers Lepra.

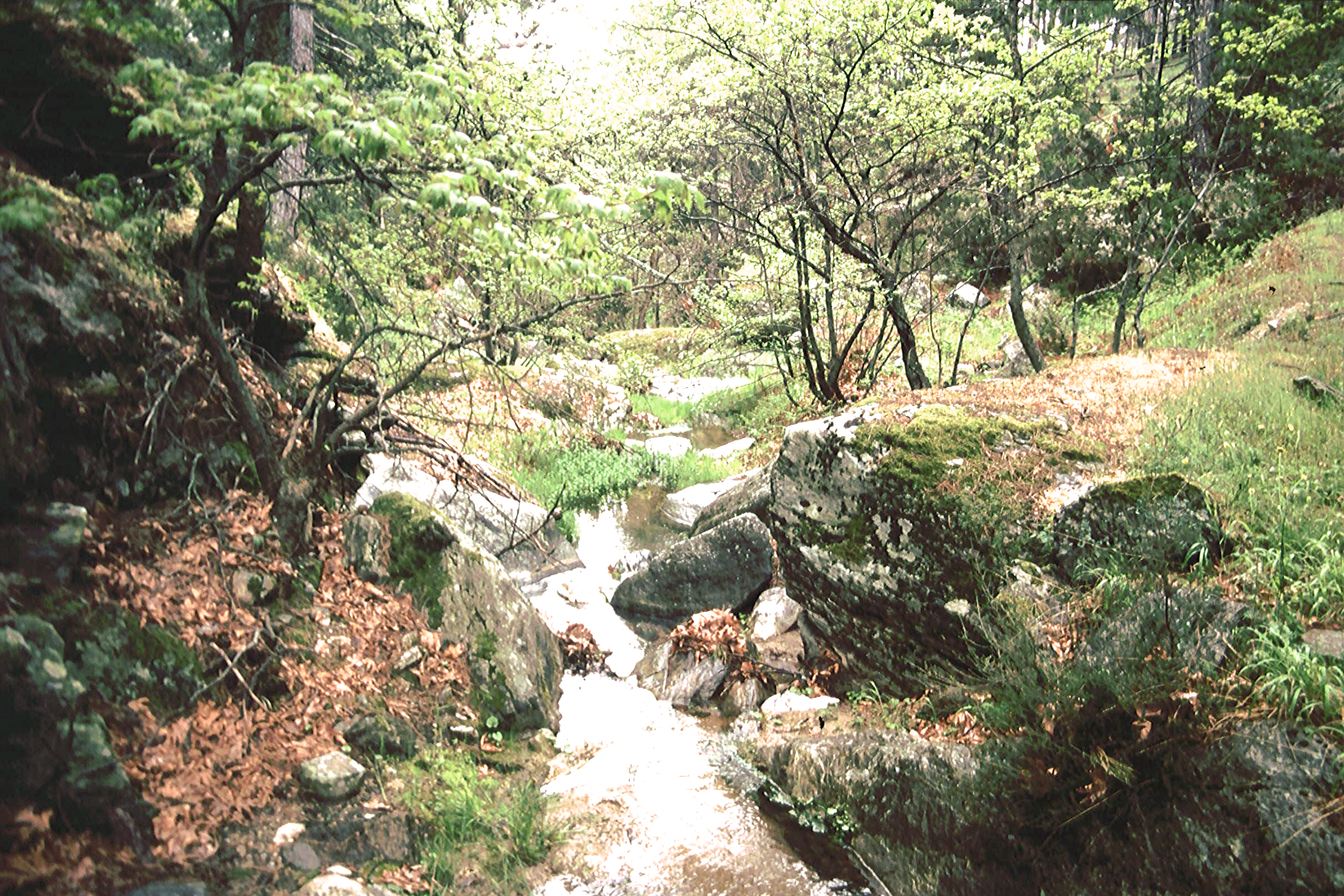
Ruisseau sur Marie.

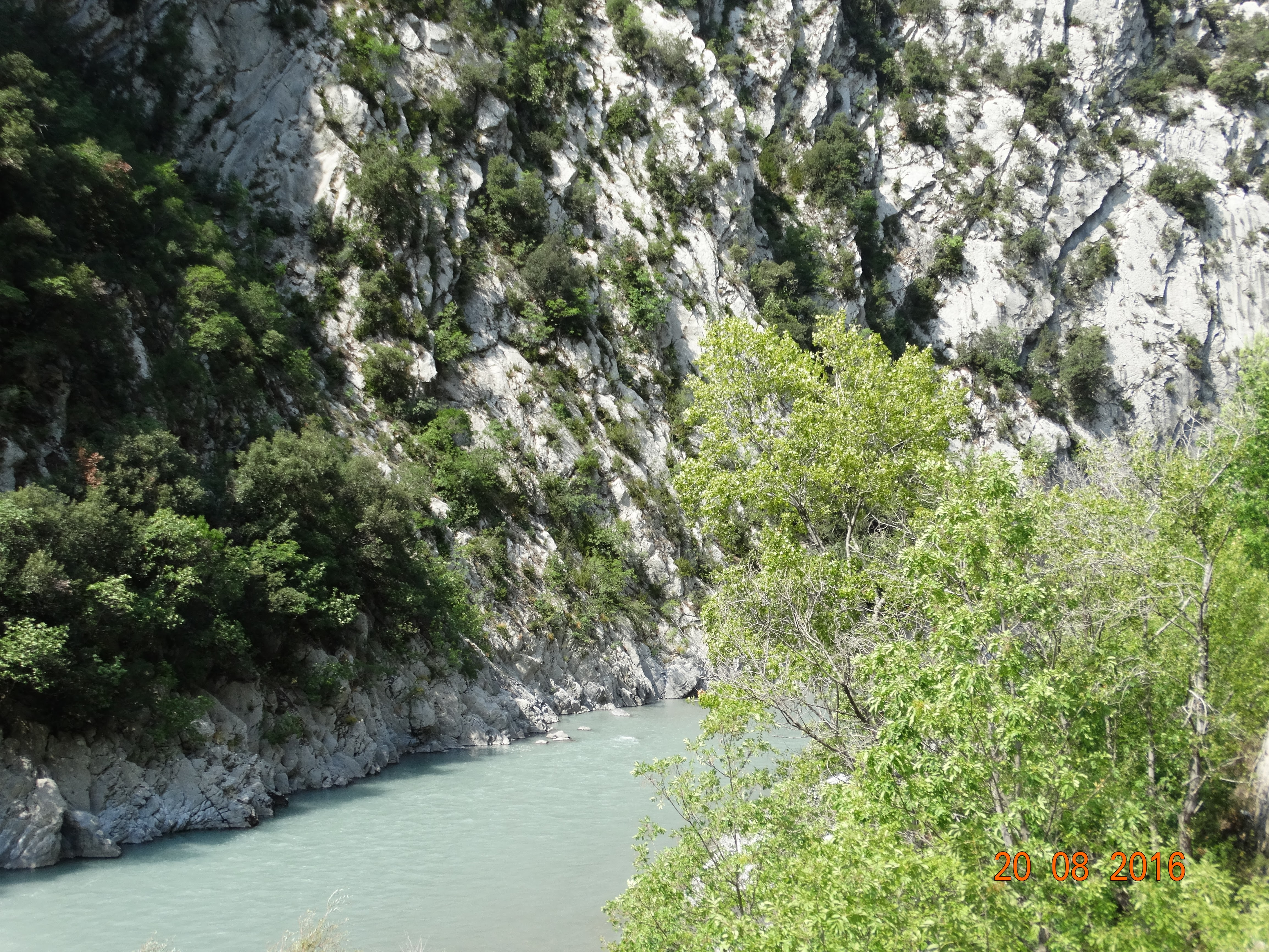
La Tinée près de la Bollinette.

La Tinée a quarante huit tronçons affluents référencés. Huit affluents font plus de 10 km de longueur :
- la Vionène (rg), 16,7 km sur quatre communes, avec cinq affluents et de rang de Strahler trois par le vallon de Saint-Sébastien.
- le vallon de Mollières 16 km de rang de Strahler un.
- le vallon de Saint-Dalmas, 13 km avec cinq affluents et de rang de Strahler deux.
- l'Ardon (rd[note 1]), 12,2 km sur la seule commune Saint-Étienne-de-Tinée avec un seul affluent donc de rang de Strahler deux.
- le vallon de Bramafam, 12 km avec six affluents et de rang de Strahler quatre.
- le vallon de Roya, 12 km de rang de Strahler un.
- le vallon de Cramasouri, 12 km avec cinq affluents et de rang de Strahler deux.
- le vallon du Monar, 11 km avec quatre affluents et de rang de Strahler deux.

Huit autres affluents sont de rang de STrahler supérieur à un :
- le vallon d'Ullion, 8 km avec quatre affluents et de rang de Strahler deux.
- le ravin de Duina, 7 km avec deux affluents et de rang de Strahler deux.
- le ruisseau de Longon, 7 km avec cinq ruisseaux affluents et de rang de Strahler deux.
- le torrent de la Guercha (rg), 6,5 km avec un affluent et de rang de Strahler deux.
- le riou d'Auron, 6 km avec un affluent et de rang de Strahler deux.
- le torrent de Vens, 6 km avec un affluent et de rang de Strahler deux.
- le vallon d'Abéliéra, 6 km avec deux affluents et de rang de Strahler deux.
- le ruisseau de Valabre, 3 km avec un affluent et de rang de Strahler deux.

Les autres affluents de moins de dix kilomètres de longueur et de rang de Strahler un sont :
- le Rio, 3 km
- le torrent de Tortisse, 3 km
- le ravin le Rivel, 1 km
- le Riou de Claï, 3 km
- le torrent de Ténibres, 4 km
- le vallon de Rabuons, 6 km
- le ruisseau du Drogon, 1 km
- le vallon de Rubenta, 5 km
- les Trérious, 5 km
- le vallon de Vareglio, 4 km
- le vallon de Louch, 5 km
- le ruisseau de Parabout et de Sas-Ouest, 1 km
- le ruisseau du Bausset, 3 km
- le Riou Merlier, 2 km
- le Riou Chaunis 3 km
- le ruisseau de Ferroul, 2 km
- le Riou, 4 km
- la vallon du Romarinier, 2 km
- le ruisseau de Gaudissart, 4 km
- le vallon de la Figaïrasse, 2 km
- le vallon du Moulin, 3 km
- le ravin de la Médecine, 2 km
- le vallon de la Serre, 4 km
- le vallon de Bairols (rg), 4,1 km sur les deux communes de Bairols (source) et Clans (confluence).
- le vallon de Laus, 1 km
- le vallon de Figgiette, 4 km
- le ravin de la Chalanche, 1 km
- le vallon de Pèlegrin, 3 km
- le vallon de Barseil, 1 km
- le vallon de la Clapière, 1 km
- le vallon de Ginoire, 7 km
- le ruisseau des Carbonnières, 6 km

### Rang de Strahler
Donc le rang de Strahler de la Tinée est de cinq par le vallon de Bramafan.

## Hydrologie

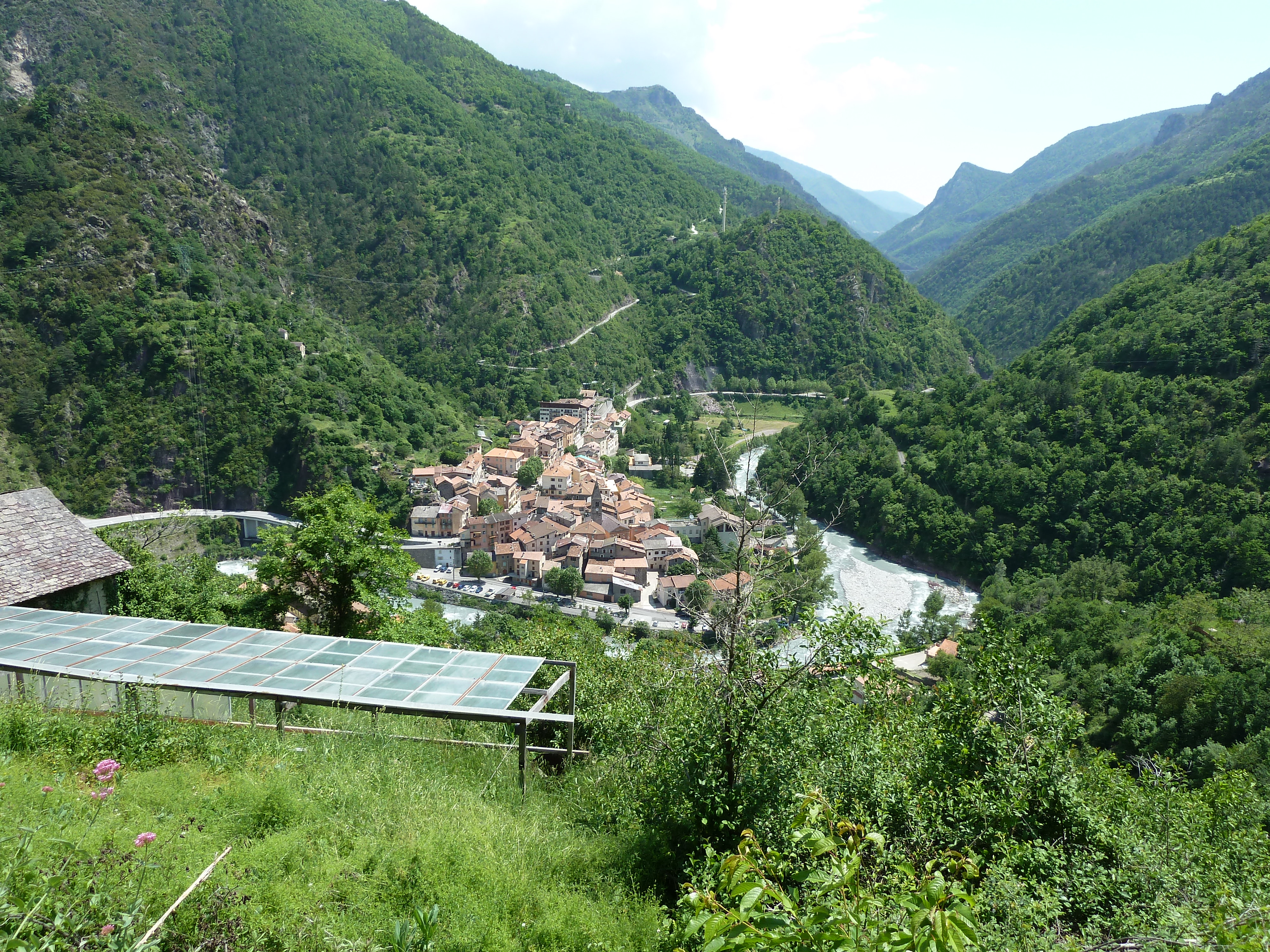
Saint-Sauveur-sur-Tinée.

La Tinée est une petite rivière abondante, comme à peu près tous les cours d'eau issus des régions alpestres. 
Son régime hydrologique est dit nivo-pluvial.

### La Tinée à La Tour
Son débit a été observé depuis le 1er janvier 1972 , à La Tour, à 221 m d'altitude, au pont de la Lune tout près de son confluent avec le Var. Le bassin versant de la rivière y est de 705 km2, c'est-à-dire sa quasi-totalité à 95 % de 743 km2.
Le module de la rivière à La Tour est de 16,2 m3/s, soit un tiers du débit du Var.
La Tinée présente des fluctuations saisonnières typiques d'un régime à dominante nivale. On y distingue en effet deux périodes de crue. Les hautes eaux d'automne portent le débit mensuel moyen à un niveau situé entre 18,8 et 17,3 m3/s, en octobre et novembre (maximum en octobre) et sont suivies d'une baisse de débit jusqu'à 10 m3/s en février. Suit alors une deuxième montée du débit aboutissant à un second sommet - le plus important - en mai (30,4 m3/s) et juin (29,6 m3/s). Il est dû à la fonte des neiges. Dès lors dès le mois de juillet, s'amorce une très rapide décrue suivie des basses eaux d'été qui mènent le débit moyen à son étiage des mois d'août (avec une moyenne mensuelle de 11,7 m3/s) et de septembre (12,1 m3/s), ce qui reste fort élevé, il est vrai. Au total, à part l'épisode de fonte des neiges, les oscillations saisonnières paraissent ainsi fort peu importantes, mais les fluctuations sont bien plus prononcées sur de plus courtes périodes.

### Étiage ou basses eaux
À l'étiage, le VCN3 peut chuter jusque 4,8 m3/s, en cas de période quinquennale sèche, ce qui reste élevé en comparaison avec la moyenne des cours d'eau de France.

### Crues
Les crues peuvent être très importantes pour un cours d'eau à bassin aussi réduit. Les QJX 2 et QJX 5 valent respectivement 100 et 150 m3/s. Le QJX 10 ou débit journalier calculé de crue décennale est de 190 m3/s et le QJX 20 de 220 m3/s. Quant au QJX 50, il se monte à 270 m3/s. Cela signifie que, par exemple, tous les deux ans on doit s'attendre à une crue de l'ordre de 100 m3/s d'une durée d'une journée, et tous les vingt ans une crue de 220 m3/s doit statistiquement survenir.
Le débit journalier maximal enregistré a été de 290 m3/s le 8 octobre 1977. En comparant cette valeur avec l'échelle des QJX de la rivière, il apparaît que ces crues étaient un peu plus importantes que la valeur calculée de crue cinquantennale, et donc assez exceptionnelles.

### Lame d'eau et débit spécifique
Au total, la Tinée est une rivière abondante, alimentée par des précipitations, elles aussi abondantes, dans son bassin situé tout entier en région alpine. La lame d'eau écoulée dans son bassin versant est de 746 millimètres annuellement  ce qui est élevé, largement supérieur à la moyenne d'ensemble de la France, mais supérieur aussi à la lame d'eau de la totalité du bassin du Var. À la suite de quoi, le débit spécifique de la rivière (ou Qsp) atteint 23,6 litres par seconde et par kilomètre carré de bassin.

## Histoire
- Le peuple celto-ligure des Ecdinii, attesté sur le Trophée de la Turbie a été localisé dans cette vallée.

## Aménagements et écologie

### Parc national du Mercantour
La Tinée fait partie du parc national du Mercantour.

### Znieff
La Tinée fait l'objet d'une grande ZNIEFF de type I de 36 379 hectares, décrite depuis 1988, sur douze communes, dite ZNIEFF 930012659 - Bassin de la Haute Tinée.